# IBPS Paris
IBPS Paris is een boeddhistische tempel van de internationale organisatie Fo Guang Shan in Bussy-Saint-Georges, circa 30 kilometer ten oosten van Parijs. De moskee van l'association TAWBA heet Mosquée de Bussy Saint Georges en de synagoge is van Association J'Buss.
Eind juni 2012 werd het nieuwe tempelgebouw in deze wijk in gebruik genomen. In dezelfde buurt staan ook een synagoge en een moskee.
Deze tempel is de grootste boeddhistische tempel van Europa. Het gebouw beslaat een oppervlakte van 8000 m² en is gebouwd in een speciale ecologischvriendelijke zone. De bouw van de nieuwe tempel kostte 16 miljoen euro. Tachtig procent daarvan is gefinancierd door geld uit Republiek China (Taiwan).
De tempel bestaat onder andere uit een Mahavirahal, meditatiezaal en een vegetarisch restaurant. De Mahavirahal heeft op het altaar een jaden beeld van Shakyamuni Boeddha uit Birma.

## Geschiedenis
IBPS Paris werd in 1993 gesticht. De tempel stond toentertijd in Vitry Sur Seine. In juli 2013 werd het nieuwe tempelgebouw in Bussy-Saint-Georges officieel geopend. Een jaar daarvoor was het gebouw al in gebruik.